# Metropolis (film)
Metropolis is een Duitse sciencefictionfilm van Fritz Lang uit 1927, en de duurste film die in de jaren 1920 werd geproduceerd. Het scenario werd in 1924 geschreven, maar de torenhoge kosten van de film – ruim 5 miljoen mark, omgerekend 19 miljoen euro anno 2020 – zorgden ervoor dat de opnames moesten worden uitgesteld tot er genoeg geldschieters gevonden waren. Het bracht de productiemaatschappij UFA op de rand van faillissement.

## Het verhaal (samenvatting)
De film is opgedeeld in drie bedrijven: Prelude (66 min.), Interlude/Intermezzo (28 min.) en Furioso (52 min.).
Ook in de compleetste uitvoering van bijna 2,5 uur ontbreken enkele fragmenten. Om het verhaal goed te kunnen volgen is deze samenvatting uitgebreid.
Het verhaal draait om een futuristische stad in het jaar 2026, waarin twee groepen mensen strikt gescheiden leven. Hoog boven de grond zijn dat de 'denkers'. Zij leven in alle luxe. In de "club van de zonen" kan de jeugd-elite genieten van hemelse voorzieningen. Er zijn eeuwige tuinen, en sport en vermaak. Diep onder de grond wonen de arbeiders, die zwoegen in de energiecentrale. Die twee werelden kennen elkaar niet of nauwelijks. Daartussenin staan de enorme machines van de energiecentrale waar beide groepen afhankelijk van zijn.
De alleenheerser van deze gigantische stad is Johan Fredersen. Voor hem zijn de arbeiders die zijn stad hebben gebouwd en gaande houden tweederangs mensen. De arbeiders hebben een 20-uurs-klok, en diensten van 10 uur. De bovengrondse elite heeft dagen van 24 uur.
De inmiddels volwassen zoon van Johan Fredersen, Freder, is op een dag in de eeuwige tuinen, als onverwacht een groep kinderen uit de "onderwereld" daar komt kijken. De vrouw die hen begeleidt laat hen kennismaken met de bovenwereld. Freder is direct verliefd op haar. Maar even later is ze verdwenen met de kinderen. Freder gaat haar zoeken.
Hij vindt haar niet, maar komt zodoende per toeval in de "onderwereld" terecht, die hij totaal niet kent, en hij is hevig geschokt door de werkomstandigheden daar. Na een explosie ziet hij een angstaanjagend beeld opdoemen. Hij gaat snel naar zijn vader om het ongeluk te melden, in de futuristische "nieuwe toren van Babel", van waaruit de stad bestuurd wordt. Maar zijn vader is niet blij dat zijn zoon nu de "onderwereld" kent, en zegt dat de arbeiders daar horen. Zijn zoon weet nu te veel, en heeft wellicht opstandige plannen. Daarom laat hij zijn zoon daarna volgen door een spion. Grot, de hoofdtechnicus van de hart-machine, meldt zich ook. Johan Fredersen blijft kalm, maar hij is boos dat hij niet door zijn assistent Josaphat maar door zijn zoon en de bewaker/technicus op de hoogte is gesteld van de gebeurtenissen. Hij ontslaat Josaphat daarom. Dat houdt in dat hij naar de "onderwereld" moet. Freder voorkomt in het trappenhuis dat de ex-assistent zelfmoord pleegt, en biedt hulp aan.
Later wisselt de zoon met een uitgeputte arbeider van kleding, en neemt diens taak in de centrale over.
In de catacomben diep onder de benedenstad "preekt" diezelfde vrouw als die bij de kinderen was, genaamd Maria; zij komt op voor de rechten van de werkers, en zegt hun niet in opstand te komen, maar de komst van een bemiddelaar af te wachten. Johan Fredersen heeft van Grot geheime plannen gekregen die de arbeiders hadden. Hij gaat naar het enige oude huis, waar uitvinder Rotwang woont. Deze demonstreert zijn nieuwste uitvinding, de allereerste robot. Fredersen is onder de indruk. Rotwang zegt de robot binnen 24 uur te kunnen transformeren naar een levensecht mens. Bij een eerdere uitvinding is hij één hand verloren; maar die prijs is hem niet te hoog. Rotwang is eigenlijk kwaad op Fredersen, maar die vraagt het verleden te laten rusten. Dat wil Rotwang niet, maar biedt toch hulp aan. Hij herkent de tekeningen. Het zijn de catacomben, diep onder zijn huis. Samen dalen ze af. Ter plaatse zien ze stiekem Maria preken. Rotwang voorkomt dat Johan Fredersen ziet dat Freder daar ook is. Maria herkent in Freder de verwachte bemiddelaar. Johan Fredersen wil nu Maria in diskrediet brengen, en daarna de arbeiders nog harder uitbuiten. Daarom laat hij Maria gevangen nemen en door Rotwang een robot maken die er uit ziet als Maria; met een spectaculaire elektrische machine transformeert de uitvinder de robot naar een levensecht mens. Rotwang onderdrukt daarbij zijn gevoelens.
Freder tracht Maria te redden, maar wordt buitengesloten. Als hij de valse Maria hierna ziet (maar nog niet als zodanig herkent) raakt hierdoor zo in verwarring dat hij gehospitaliseerd wordt. De robot-Maria gaat bovengronds een nachtclub in, en brengt daar de rijke mannen het hoofd op hol. Zij hebben graag alle zeven hoofdzonden over voor haar. Tussendoor zien we Freder die in bed helse visioenen heeft. Het Dies Irae is daarbij steeds hevig te horen. Hij beseft dat de stad in gevaar is.
De arbeider met wie Freder wisselde wordt betrapt door de spion. De spion geeft hem te verstaan terug te gaan naar de centrale en alles te vergeten. Daarna gaat de spion naar Freders huis, maar loopt hem precies mis. Josaphat is in Freders huis, en de spion ondervraagt hem. Later weet Josaphat te ontkomen, en vertelt Freder, die weer beter is, over de vermoedelijk valse Maria in de nachtclub.
In opdracht van Fredersen zet de robot-Maria de arbeiders in de catacomben aan om in opstand te komen. Fredersen geeft de spion opdracht niet in te grijpen als het fout gaat. Maar Fredersen heeft -in tegenstelling tot wat hij denkt- geen macht over de robot, maar de uitvinder wél. Rotwang deed wel alsof hij Johan Fredersen wilde helpen, maar wil zich wreken omdat Johan Fredersen zijn droomvrouw Hel "afpakte" (en die overleed tijdens de geboorte van Freder). Daarom wil de uitvinder Johan Fredersen én zijn zoon én de stad vernietigen.
Als Freder weer in de catacomben komt, en daar de opstandige en dus valse Maria hoort, constateert hij dat dat Maria niet kan zijn. Hij raakt in gevecht met de arbeiders, waarbij er één omkomt door een mes van een andere arbeider. De opstand is niet meer te stoppen, en verplaatst zich naar de centrale. De hekken zijn dicht, maar uiteindelijk weten ze er toch door te komen. Ze willen de mysterieuze 'M-Machine' vernietigen, maar Grot, de hoofdtechnicus, wordt gewaarschuwd, en hij sluit twee enorme stalen deuren.
Fredersen raakt intussen in gevecht met de uitvinder, en slaat hem neer (ontbrekend fragment). Hij weet nu van het bedrog, omdat hij Rotwang afluisterde. Terug op kantoor geeft Fredersen via een beeld-verbinding aan Grot het bevel om de deuren te openen. Grot is verbijsterd en weigert. Fredersen herhaalt het bevel, waarna Grot met veel tegenzin toch de deuren opent. Hij tracht de massa arbeiders nog te waarschuwen en tegen te houden, maar wordt overweldigd. De robot-Maria haalt een hendel over, en daarmee start de vernietiging van de M-machine, "het kloppende hart" van de stad. Vervolgens zoekt ze zelf een veilig heenkomen. Ze gaat weer naar de bovenstad en brengt wederom daar de mannen het hoofd op hol als zwoele danseres. Beste vrienden raken daardoor in gevecht. Opnieuw klinkt het Dies Irae.
Intussen is de M-machine op hol geslagen. Na veel spectaculaire bliksemstralen stort hij in. Als gevolg van het uitvallen daarvan storten de liften neer en beginnen de reservoirs van de stad te overstromen. De ramp is niet meer te stoppen. De benedenstad loopt daardoor onder, waarbij de vele kinderen van de arbeiders dreigen te verdrinken. De echte Maria is ontsnapt, en gaat naar de centrale om te helpen. Ze is net beneden als tot haar ontzetting de liften neerstorten. Ze slaat alarm. Freder en Josaphat komen te hulp. De kinderen verzamelen bij Maria.
Er is wel een noodtrap, maar omdat arbeiders niet boven mogen komen is die trap boven afgesloten. De massa kinderen gaat zo hoog mogelijk de trap op, en uiteindelijk lukt het om het hek open te krijgen. Ze evacueren de kinderen naar de club van de zonen.
Uiteindelijk valt de hele bovenstad stil. Johan Fredersen laat, zittend in zijn kantoor, alles bewust en onbewogen gebeuren. Maar als alle lichten uitvallen veert hij toch op. Pas als hij van de spion hoort dat ook zijn zoon in gevaar is, toont hij emotie en beseft dat het uit de hand loopt (Fredersen: "Ik móet weten waar mijn zoon is". De spion: "Morgen zullen duizenden vragen komen". Johan Fredersen: "Wáár is mijn zoon?!"). Het Dies Irae klinkt weer.
De arbeiders denken inmiddels dat al hun kinderen verdronken zijn, omdat ze hen in hun woede vergeten zijn. Ze constateren dat iemand moet boeten, en dat "de heks" (Maria) de schuldige is. Ze openen bovengronds de jacht op Maria, niet wetende dat er 2 rondlopen. In de verwarring komt toevallig de valse Maria op de brandstapel terecht. Wanneer die "levend" wordt verbrand, en weer transformeert tot robot, ontdekken de arbeiders dat het geen echt mens is.
De wraakzuchtige en nu ook nog waanzinnige uitvinder gaat er met de echte Maria vandoor en tracht tot het laatst toe om de zoon te vermoorden; tot hij zelf omkomt. Fredersen kan alleen maar angstig toekijken. Uiteindelijk verzoent de zoon van Johan Fredersen de twee partijen in zijn rol als bemiddelaar. De film begint en eindigt met de boodschap "De bemiddelaar tussen hoofd en handen moet het hart zijn".

## Achtergrond

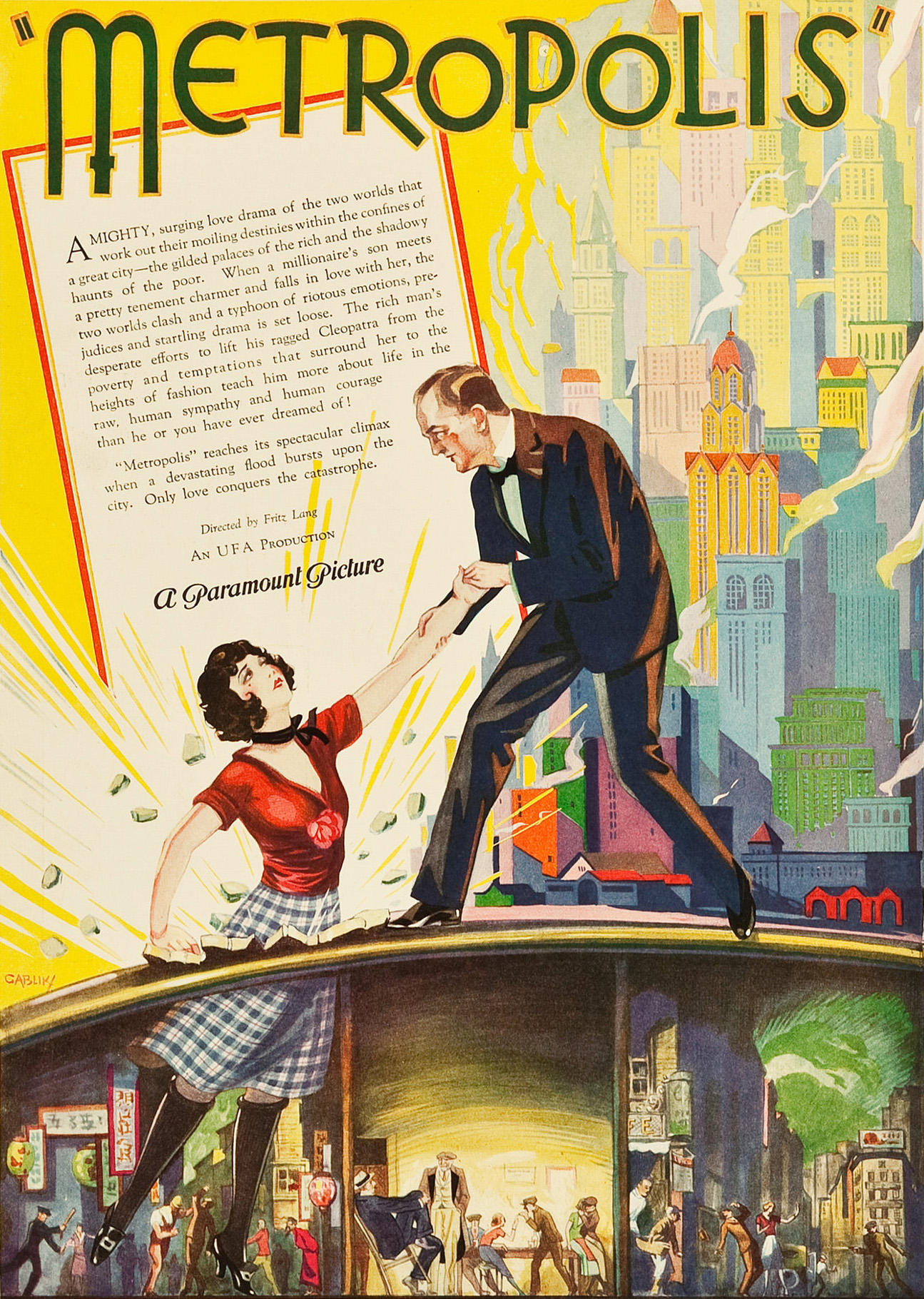
Amerikaanse affiche voor de film

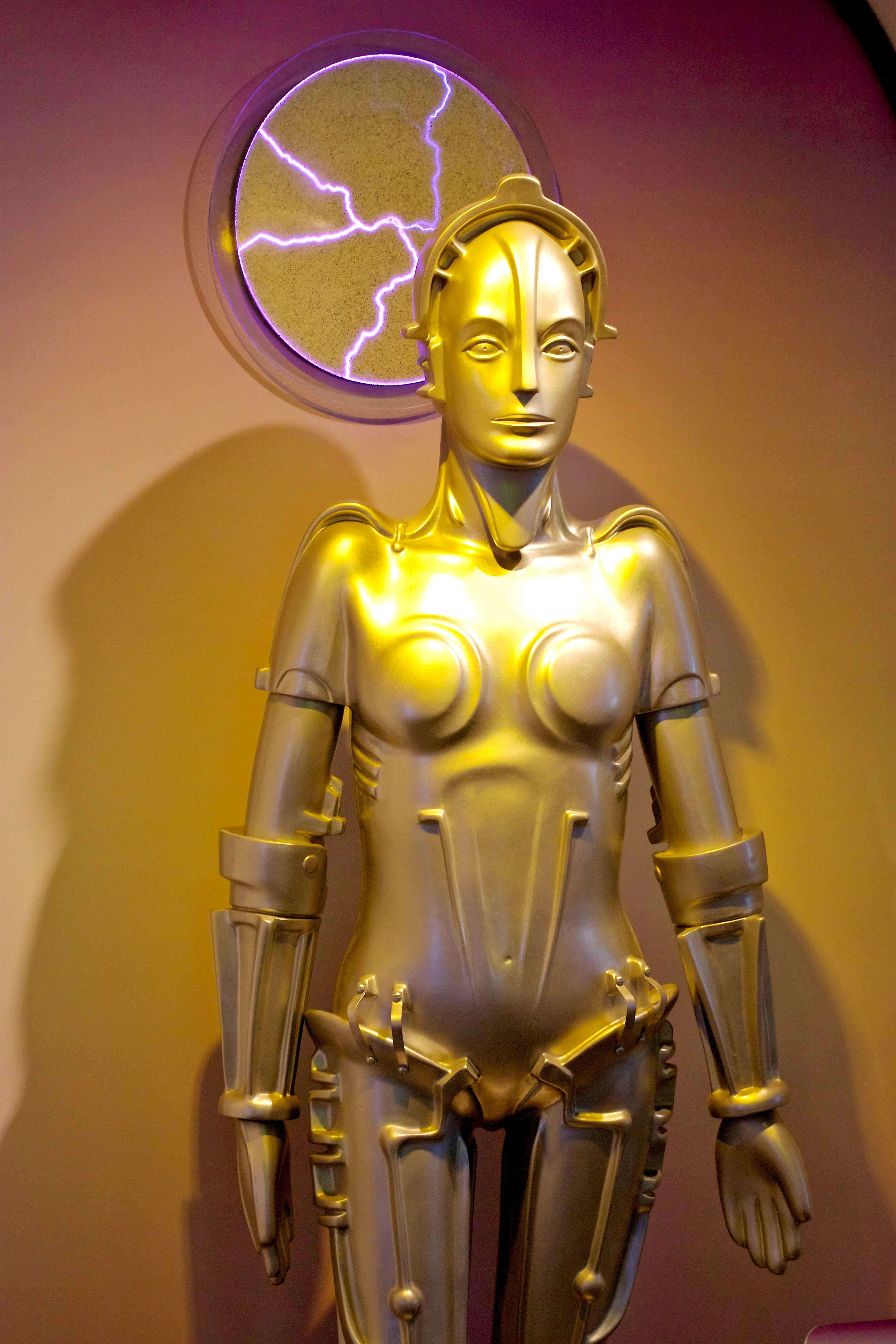
Maria in de Robot Hall of Fame (Pittsburgh)

## Rolverdeling
| Acteur              | Personage                                                     |
| ------------------- | ------------------------------------------------------------- |
| Alfred Abel         | Joh Fredersen, burgemeester                                   |
| Gustav Fröhlich     | Freder, Joh Fredersens zoon                                   |
| Brigitte Helm       | Maria / "Maschinenmensch" (robot-Maria)                       |
| Rudolf Klein-Rogge  | Rotwang, de uitvinder                                         |
| Fritz Rasp          | De Dunne Man                                                  |
| Theodor Loos        | Josaphat                                                      |
| Erwin Biswanger     | 11811, een van de duizenden anonieme arbeiders                |
| Heinrich George     | Grot, de bewaker/hoofdtechnicus van de Hartmachine            |
| Fritz Alberti       | Creatieve Mens - man die Babel overtuigt                      |
| Grete Berger        | Arbeidster                                                    |
| Olly Boeheim        | Arbeidster                                                    |
| Max Dietze          | Arbeider                                                      |
| Ellen Frey          | Arbeidster                                                    |
| Beatrice Garga      | Vrouw uit de Eeuwige Tuinen                                   |
| Heinrich Gotho      | Ceremoniemeester                                              |
| Dolly Grey          | Arbeidster                                                    |
| Anny Hintze         | Vrouw in Eeuwige Tuin                                         |
| Georg John          | Arbeider die explosie M-Machine veroorzaakt(?) (niet te zien) |
| Walter Kuehle       | Arbeider                                                      |
| Margarete Lanner    | Vrouw in auto / Vrouw in Eeuwige Tuin                         |
| Rose Lichtenstein   | Arbeidster                                                    |
| Hanns Leo Reich     | Marinus                                                       |
| Arthur Reinhardt    | Arbeider                                                      |
| Curt Siodmak        | Arbeider                                                      |
| Henrietta Siodmak   | Arbeidster                                                    |
| Olaf Storm          | Jan                                                           |
| Erwin Vater         | Arbeider                                                      |
| Rolf von Goth       | Zoon in Eeuwige Tuin                                          |
| Helen von Münchofen | Vrouw in Eeuwige Tuin                                         |
| Helene Weigel       | Arbeidster                                                    |
| Hilde Woitscheff    | Vrouw in Eeuwige Tuin                                         |

## Productie
De opnames duurden 310 dagen en 60 nachten. In Babelsberg werd in 1926 speciaal voor de film de grootste filmstudio tot nu toe gebouwd; "De grote zaal"; toen gebouwd in minder dan 5 maanden, bestaat nog en wordt nog steeds voor filmopnames gebruikt. Ze heet nu "Marlene Dietrich Halle". De opnames van de enorme machine vonden plaats in een voormalige zeppelin-hangar. De stoom werd geleverd door stoomlocomotieven. Voor de futuristische stad werden minstens 500 modellen van wolkenkrabbers met maximaal 70 etages gebouwd.
Volgens de persafdeling van UFA werd zeshonderd kilometer film belicht.
Er werd een wereldrecordaantal van 37.000 figuranten ingezet, waarvan 26.000 mannen en 11.000 vrouwen. Daaronder waren 750 kinderen, 1100 kale mannen, 100 donkere mannen en 25 Aziaten. Volgens het officiële Metropolis Magazine uit 1927 ging het om 758 artiesten, 25.000 mannen en 11.000 vrouwen als figuranten, 1000 kale mannen, 750 kind-figuranten, 100 donkere mannen, en 25 Chinezen. Het programmaboekje noemt geen totaal, maar dat zou op deze manier 38.633 zijn. Het record bleef staan tot 1982. Fritz Lang wilde 6000 kale figuranten, maar het lukte niet om genoeg mensen te vinden die hun hoofd kaal wilden laten scheren. Daarom is met behulp van trucage van 1000 mensen 6000 mensen "gemaakt". Voor het scheren werden een paar dozijn kappers naar Babelsberg gehaald.
Er was veel kritiek op de werkomstandigheden, maar Thea von Harbou schrijft zelf in het programmaboekje Metropolis Magazine uit 1927 dat het voor de vele ondervoede kinderen een soort van paradijs en traktatie was. Het was iets waar ze anders alleen van konden dromen. Want in Babelsberg hadden ze wél warme, schone kamers, ze konden spelen in het zand, en met alle soorten speelgoed, en, het belangrijkst: vier keer per dag warm eten. Daardoor waren ze zeer bereidwillig om keer op keer het koude water in te gaan. Thea had haar twijfels van tevoren, omdat de kinderen totaal geen ervaring hadden, maar dat viel enorm mee. Het waren de perfecte acteurs. Vooral het goede eten leidde er toe dat niet-geselecteerde kinderen over het hek klommen en zich tussen de anderen smokkelden.
Ook was het zo dat Fritz Lang de acteurs en kinderen toch tot buitengewone prestaties wist aan te zetten, zonder te schreeuwen; iets wat uitzonderlijk is in de filmwereld.

## Effecten
De film bevat o.a. spectaculaire elektrische effecten en kunstig gemaakte opnamen waarbij gebruik is gemaakt van spiegels. De spiegellaag werd op bepaalde punten weggekrast waardoor het mogelijk werd om de spiegel een gedeelte van een kunstwerk te laten zien, terwijl eerder opgenomen beelden op de achterkant werden geprojecteerd. Voor elke scène waarin deze methode is gebruikt, moest een spiegel worden bewerkt. Wanneer hierbij een fout werd gemaakt, moest helemaal opnieuw worden begonnen met een nieuwe spiegel. Deze methode werd ontwikkeld door Eugen Schüfftan en staat bekend onder de naam "Schufftan Process".

## Muziek
De film is zonder geluid opgenomen, maar Gottfried Huppertz componeerde wel de officiële filmmuziek. Die werd dan live gespeeld door een bioscoop-orkest. Het was een van de eerste films met bijbehorende muziek. (In die jaren was het gebruikelijk dat er zomaar wat muziek bij gespeeld werd, vaak op piano, die niets met de film te maken had.) Hij componeerde een toegankelijke symfonische soundtrack. De visie van Fritz Lang is beter te begrijpen met de emoties die de klanken van Huppertz overduidelijk oproepen.
Huppertz liet zich inspireren door muziek van Wagner en Richard Strauss en combineerde een klassieke partituur met mildere modernistische elementen om de enorme industriële stad van de film te portretteren. In de originele versie kwamen citaten van "La Marseillaise" en "Dies Irae" voor. In ieder geval laatstgenoemde is veelvuldig te horen in de gerestaureerde versie van Metropolis met de originele muziek.
De filmmuziek bestaat ook als suite.

## Uitgave en ontvangst
De film ging in januari 1927 in première in Berlijn, maar was commercieel gezien geen groot succes. Desondanks was het publiek zeer onder de indruk van de speciale effecten die gebruikt zijn in Metropolis, die ook in modernere films niet zouden misstaan.

## Versies
De Duitse versie, die oorspronkelijk 3,5 uur duurde, werd te complex en te lang geacht voor de Verenigde Staten. Daarom werd de film drastisch ingekort tot 80 minuten, wat inhield dat vrijwel alle controversiële scènes, zoals het bijna verdrinken van de kinderen, ontmoetingen in nachtclubs met exotische danseressen en een scène waarin het bestaan van God ontkend wordt, werden geschrapt. Maar er werden ook nieuwe tussentitels geschreven, waardoor de stille film een heel andere verhaallijn kreeg.
De Duitse versie is grotendeels verloren gegaan, afgezien van een aantal fragmenten in filmmusea. In 2002 is een gerestaureerde versie van Metropolis op DVD verschenen die kwalitatief gezien uitsteeg boven alle andere verschenen uitgaves. Bronnen voor deze restauratie waren een incompleet origineel beschadigd negatief en enkele ingekorte kopieën. Met behulp van computers is hieruit een zo origineel mogelijk beeld gemaakt. Er wordt geschat dat ongeveer een kwart van de film verloren is gegaan. De ontbrekende stukken zijn vervangen door dialoogschermen.
Op 3 juli 2008 maakte de Friedrich-Wilhelm-Murnau-Stiftung bekend dat er in het filmmuseum van Buenos Aires een vrijwel complete kopie uit 1928 van de originele film was aangetroffen. De kwaliteit van het beeld was matig, maar dit was het enige overblijfsel van de decennialang verloren gewaande delen. Er ontbraken nog drie scènes; een waar arbeider 11811 plezier heeft in de nachtclub, een waarin een monnik de ondergang van Metropolis voorspelt aan de inwoners, en het gevecht tussen Fredersen en Rotwang. Tijdens de Berlinale 2010 ging de gerestaureerde versie van Metropolis in première, op initiatief van de Murnau-Stiftung. De film werd tegelijk vertoond in het Friedrichstadt-Palast in Berlijn en de Alte Oper in Frankfurt. Een orkest speelde de originele muziek bij de stomme film. Ook werd de film geprojecteerd op een doek bij de Brandenburger Tor in Berlijn en uitgezonden op tv-zender Arte. De nieuwe versie van de film kwam eind 2010 ook in Nederland op dvd uit.
Een bekende (en beruchte) bewerking van de film is gemaakt door Giorgio Moroder. Deze zeer ingekorte versie (80 minuten) is gedeeltelijk ingekleurd en voorzien van muziek van artiesten uit de jaren 80 van de twintigste eeuw zoals Freddie Mercury en Pat Benatar. In 2000 maakte ook technoartiest Jeff Mills een soundtrack voor de film. In 2017 maakte hij daar een nog langere versie van.

## Invloed
In 2001 werd de film door de UNESCO opgenomen in het Geheugen van de wereld-register als eerste SF-film ooit, en het is ook de eerste film in dit register.
Metropolis heeft veel modernere sciencefictionfilms geïnspireerd, waaronder Star Wars, The Matrix en Blade Runner. (De police-tower is geïnspireerd op de toren in Metropolis) Robot C-3PO uit Star Wars is naar voorbeeld van de robot in Metropolis. Beide robots zijn als standbeeld te zien in Filmpark Babelsberg. In de Robot Hall of Fame te Pittsburgh (Pennsylvania) staat ook een replica van de robot.  
De bedenkers van Superman hebben de geboortestad van hun held vernoemd naar de gelijknamige film.
In de film Modern Times uit 1936 van Charlie Chaplin zijn ook veel overeenkomsten met Metropolis te zien : een tikkende klok, een massa arbeiders, grote fabriek, grote machines, een strenge directeur die op Johan Fredersen lijkt, en die kan net als Fredersen vanuit zijn kantoor via een beeldscherm kijken en communiceren met zijn fabriek.
Ook is de invloed goed terug te vinden in veel stripverhalen, zoals bijvoorbeeld De Incal van Moebius en Alejandro Jodorowsky.
In de clip "Radio Ga Ga" van Queen zijn fragmenten uit de film opgenomen. De clip "Express yourself" van Madonna bevat invloeden uit de film en sluit af met een citaat uit de film: Without the heart, there can be no understanding between the hand and the mind.